# Calyx santa
Calyx santa är en svampdjursart som först beskrevs av de Laubenfels 1936.  Calyx santa ingår i släktet Calyx och familjen Phloeodictyidae. Inga underarter finns listade i Catalogue of Life.